# Julius Seelhorst Meves
Georg Andreas Fredrik Adolf Julius Seelhorst Meves, född 17 oktober 1844 i Göttingen, död 30 augusti 1926 i Södertälje, var en tysk-svensk entomolog och ämbetsman.
Julius Seelhorst Meves var son till universitetsmekanikus i Göttingen Julius Seelhorst. Vid fem års ålder kom han till Sverige med sin morbror Friedrich Wilhelm Meves som upptog honom som sin egen son. Han avlade mogenhetsexamen 1864 och utexaminerades från Skogsinstitutet 1866. Efter tjänstgöring som överjägare var han 1867–1870 biträdande revirförvaltare, blev 1870 extraordinarie tjänsteman i Skogsstyrelsen och befordrades där till revisor och föredragande 1872. Han utnämndes 1884 till byråchef i Domänstyrelsen och erhöll avsked 1911. Meves fick i morbrodern en god lärare och hjälpare i sitt naturstudium. Som skogsman ägnade han sitt störta intresse åt praktiskt entomologiska frågor, främst skadeinsekter på skogsträd. Han följde morbrodern på dennes forskningsfärd till Ryssland 1869 och företog 1873, 1883 och 1900 resor till Tyskland, bland annat för studier av barrskogsnunnans härjningar. Meves skrifter, sammanlagt ett fyrtiotal, är främst av entomologiskt och praktiskt entomologiskt innehåll. Bland de förra märks flera smärre monografier och bland de senare Skogsinsekters massvisa förekomst åren 1886–1895 (1896) och Nunnans massuppträdande åren 1898–1902 (1903). Meves skapade en betydande samling av svenska storfjärilar, närmare 5.000 exemplar, som han donerade till Skogshögskolans entomologiska museum. Meves ägnade ett intresserat arbete åt Entomologiska föreningen i Stockholm och var dess styrelseledamot 1891–1911 och kassaförvaltare 1894–1907.